# Jan Rokitnicki
Jan Rokitnicki herbu Prawdzic – chorąży dobrzyński i starosta dobrzyński w 1690 roku.
Poseł na sejm 1690 roku z ziemi dobrzyńskiej.